# Divitz-Spoldershagen
Divitz-Spoldershagen är en kommun i Landkreis Vorpommern-Rügen i förbundslandet Mecklenburg-Vorpommern i Tyskland.
Kommunen bildades 13 juni 1999 genom en sammanslagning av de tidigare kommunerna Divitz och Spoldershagen.
Kommunen ingår i kommunalförbundet Amt Barth tillsammans med kommunerna Barth, Fuhlendorf, Karnin, Kenz-Küstrow, Löbnitz, Lüdershagen, Pruchten, Saal och Trinwillershagen.